# Chick Chick Boom
 Chick chick BOOM je videoigra za Nintendo Wii. Igra je izašla 29. listopada 2010.

## Način igre
Igra “Chick Chick BOOM” je za jednog ili više igrača, u kojoj igrač kontrolira i brani okrugle “piliće” na svojoj polovici zaslona, a napada ih na protivnikovoj polovici. Dvije pileće ekipe, odvojene ogradom u borbi jedne protiv druge. Tko prvi izbriše drugu ekipu je pobijedio. Igrači se služe raznoraznim napadima.

## Likovi
Potvrđeni likovi su:
- Crni pilići
- Žuti pilići
- Cornbobman

## Povijest
"Chick chick boom" je bila flash igra koju je razvio za Nintendovu kao uskrsnu akciju 2007. godine. Međutim, igra bila limitirana samo do kraja travnja te godine. Sada tri godine kasnije, igra je osvježena i trajno dostupna u trgovini. Princip igre je ostao isti.

## Vanjske poveznice
- Službena stranica  Arhivirana inačica izvorne stranice od 1. studenoga 2010. (Wayback Machine)
- Večernji list članak